# Stanley Jones
Eli Stanley Jones, född 1884 i Baltimore i USA, död 1973, var en amerikansk missionär.
Jones var från 1907 verksam vid Methodis episcopal church i Indien, superintendent i Lucknow-distriktet och rektor för Sitapur boarding school. Han har kallats "Indiens Billy Graham" efter sitt missionerande där och har utgett arbeten om den kristna missionen i Indien, av vilka flera finns i svensk översättning.
Han förespråkade religionsdialog och kontextuell kristendom anpassad för Indien, i indisk dräkt, och var delvis påverkad av Sadhu Sundar Singh i detta stycke. Han var en pionjär för den kontextuella missionen, och upprättade flera kristna ashrams där man bedrev religionsdialog. Ur detta uppkom Christian Ashram-rörelsen. 
Jones författade talrika uppbyggelseböcker, som kännetecknades av en innerlig, mystik spiritualitet lite i helgelserörelsens tradition. Han är en av historiens mest kända missionärer, en av de mest kända metodisterna någonsin, och han förde dialog med Mahatma Gandhi och stödde denne i dennes frihetskamp. Han författade också en Gandhi-biografi. 